# نازاريو ايسكوتو
نازاريو ايسكوتو (بالإسبانية: Nazario Escoto)‏ (و. – م) هو سياسي من نيكاراغوا .